# Josef Hennemann

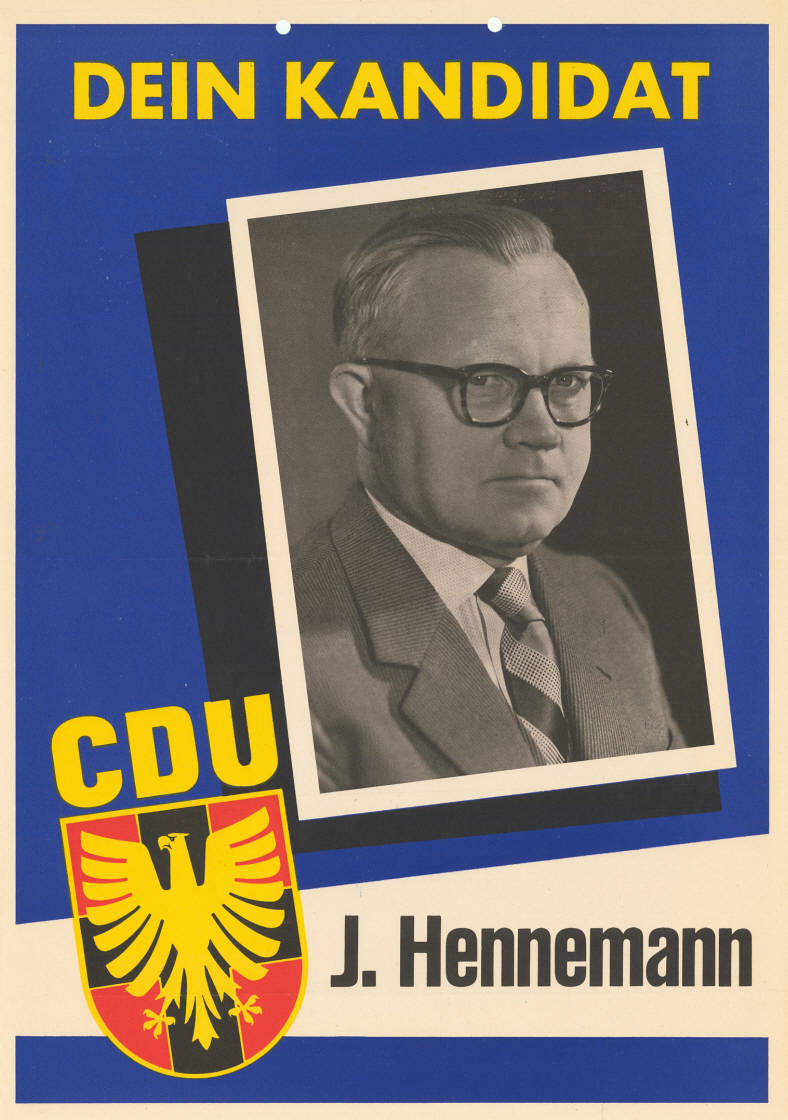
Wahlplakat 1958

Josef Hennemann (* 14. Januar 1908 in Repe; † 27. April 1968) war ein deutscher Politiker und Landtagsabgeordneter (CDU).

## Leben und Beruf
Nach dem Besuch der Volksschule absolvierte er eine Berufsausbildung und war danach als Autogenschweißer und Maschinenarbeiter tätig. Von 1931 bis 1937 war Hennemann Verbandssekretär der katholischen Gesellenvereine in Köln und Berlin.
1945 war Hennemann Mitbegründer der CDU im Landesverband Westfalen. Er war in zahlreichen Gremien der Partei vertreten. Von 1946 bis 1952 war er Kreisgeschäftsführer der CDU und ab 1952 Geschäftsführer des Seminars für Staatsbürgerkunde in Olpe.

## Abgeordneter
Vom 13. Juli 1954 bis zu seinem Tod am 27. April 1968 war Hennemann Mitglied des Landtags des Landes Nordrhein-Westfalen. Er wurde jeweils in den Wahlkreisen 127 bzw. 130 Olpe direkt gewählt.